# Veijo Rönkkönen
Veijo Rönkkönen, né le 25 février 1944 à Parikkala, Carélie du Sud, Finlande, mort le 23 mars 2010 à Parikkala, est un sculpteur finlandais.

## Biographie et œuvre
Veijo Rönkkönen est le plus jeune d'une famille de quatre enfants. À l'âge de 16 ans, il commence à travailler dans une papeterie à Simpele. Avec son premier salaire, il achète dix plants de pommiers et commence à construire un jardin. À partir de 1961, il construit le parc de sculptures de Parikkala avec environ 550 sculptures en béton et matériaux divers dans son jardin d'un demi-hectare. La majorité d'entre elles sont des figures humaines couvertes de mousse, dont plus de 200 pratiquent le yoga.
Certaines de ces sculptures sont décorées de vraies dents humaines.

## Distinctions et récompenses
En 2008, l'Association des journalistes de voyage choisit le parc de sculptures comme destination de voyage en Finlande de cette année. Veijo Rönkkönen reçoit le Prix Finlande en 2007.